# Lamborghini Espada

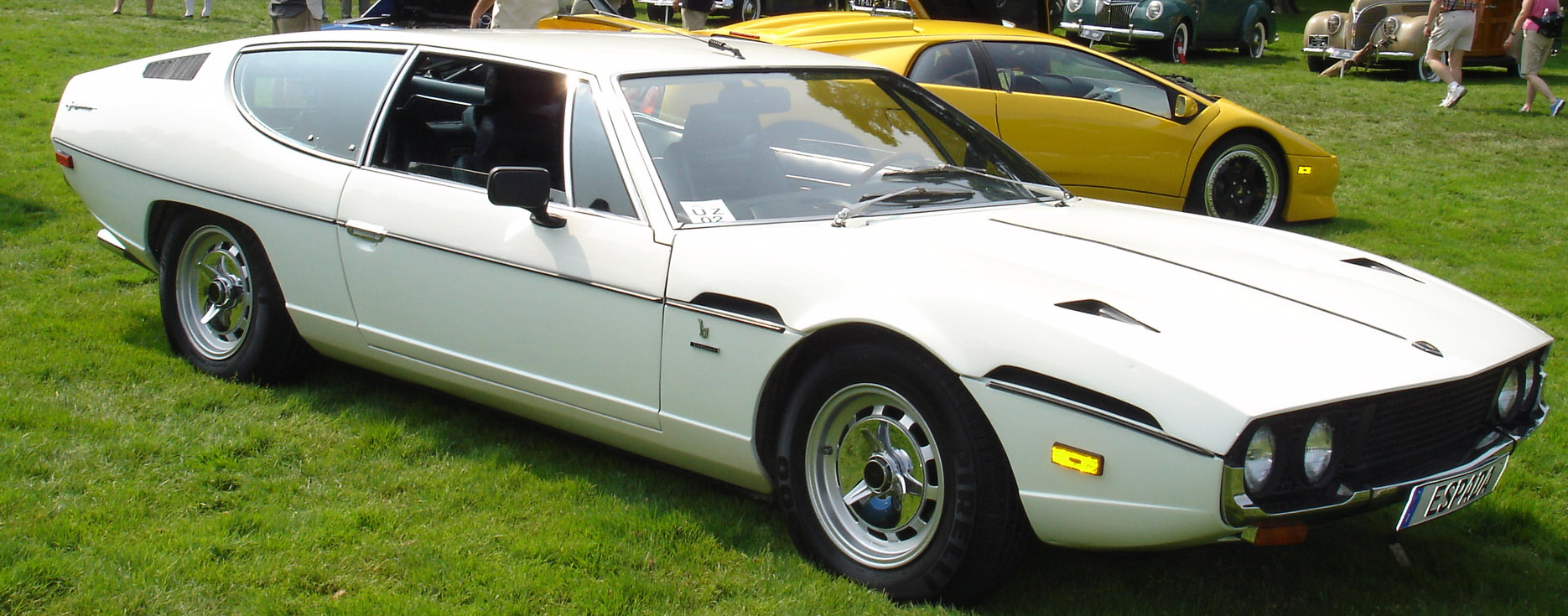
Lamborghini Espada S3.

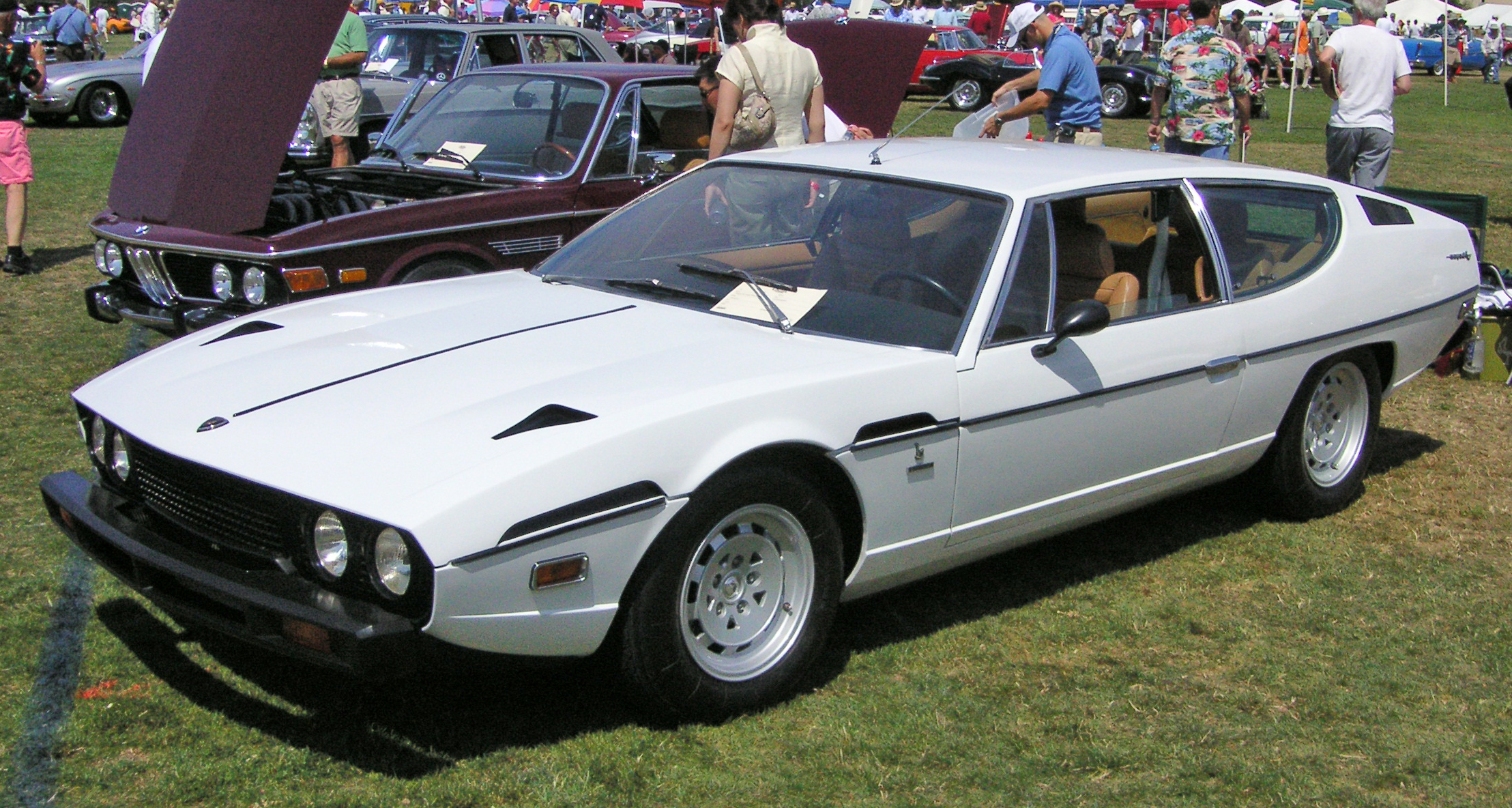
Lamborghini Espada S3, con parachoques diferentes instalados según los requisitos de seguridad de Estados Unidos.

El Lamborghini Espada es un automóvil de gran turismo que fue producido por el fabricante de automóviles italiano Lamborghini entre 1968 y 1978. Se fabricaron un total de 1217 unidades del Lamborghini Espada, por lo cual se convirtió en el modelo más exitoso de Lamborghini en la época. Su nombre proviene de la espada que los toreros usan para matar a los toros.

## Diseño
El Espada fue basado en el prototipo Marzal (que fue mostrado en el Salón del Automóvil de Ginebra de 1967), y el Bertone Pirana (un prototipo basado en el Jaguar E-Type). El Espada fue creado para ocupar el lugar de un verdadero automóvil de cuatro asientos en la línea de producción de Lamborghini, que ya incluía el Lamborghini 400 GT y el Lamborghini Miura. El coche fue diseñado por el diseñador Marcello Gandini de Bertone.  

## Mecánica
El Espada fue equipado originalmente con un motor V12 en disposición a 60° con 4 litros (3929 cc) y 325 CV (242 kW), con suspensión totalmente independiente y frenos de disco en las cuatro ruedas. La mayoría de las transmisiones fueron manuales, y el Espada también introdujo una de las primeras transmisiones automáticas capaces de absorber el par motor de un gran deportivo V12. Tuvo engranajes inusuales, con 3 relaciones. Desde 1968 a 1970 la potencia del motor V12 del Espada fue de 325 CV, y de 1970 a 1978 la potencia fue de 350 CV.

## Versiones
Durante sus 10 años de producción el coche recibió algunos cambios, y tres diferentes modelos fueron producidos. Estos fueron el S1 (1968 - 1970), el S2 (1970 - 1972) y el S3 (1972 - 1978). Cada modelo presentaba mejoras en la potencia del motor, pero solo detalles menores fueron cambiados en el diseño exterior. El interior fue alterado drásticamente entre cada modelo. Un tablero de mandos totalmente nuevo y volante se instaló en el S2, y el interior fue modernizado de nuevo en el S3. En 1970, la dirección asistida se ofrecía como una opción, y en 1974 la transmisión automática también fue ofrecida. En 1975, los parachoques de impacto tuvieron que ser instalados para hacer frente a los requisitos de seguridad de Estados Unidos, y algunas personas consideraron a los coches producidos con estos parachoques como el S4, pero Lamborghini oficialmente no cambió la designación. La velocidad máxima del Espada S1, S2 y S3 era de 250 km/h.

## Otros datos
Cerca del fin de la vida comercial del Espada, Bertone diseñó un prototipo con cuatro puertas, el Faena, que estaba basado en el Espada y nunca fue puesto en producción. En 1999 se rumoreó sobre que una nueva versión del Espada entraría en producción, pero en ese momento Lamborghini buscó concentrarse en un sucesor del Lamborghini Diablo, tampoco pasó de la idea aparte de unos pocos dibujos. Edmunds informó sobre la intención de Lamborghini de revivir el Lamborghini Espada en 2009. Sin embargo, el único automóvil de 4 plazas anunciado desde entonces ha sido el Lamborghini Estoque.